# Eugenia Hoffman-Weikertowa
Eugenia Adela Hoffman-Weikertowa także Hofmanowa, Hoffmanówna, Hoffmannowa, 1 ° v. Gepert, 2° v. Weikert (ur. 16 grudnia 1895 w Zgierzu; zm. 14 kwietnia 1968 w Warszawie) – polska śpiewaczka.

## Życiorys
Była córką Juliusza Hoffmana i Albertyny z Goltzów. Jej pierwszym mężem był Gepert, łódzki przemysłowiec, drugim Eugeniusz Weikert, inżynier. Głos kształciła w warszawskiej Wyższej Szkole Muzycznej im. Chopina; była uczennicą Adeli Comte-Wilgockiej. Występowała w warszawskim Teatrze Wielkim, Teatrze Polskim w Katowicach, Teatrze Wielkim we Lwowie. Należała do kobiecego zespołu rewelersów pn. „T4” („Te Cztery”), pod kierownictwem Wandy Vorbond-Dąbrowskiej.
Podczas okupacji niemieckiej brała udział w tajnych koncertach w Warszawie. W latach czterdziestych występowała niekiedy na koncertach estradowych, potem dawała prywatne lekcje śpiewu. Jej uczennicą była m.in. Helena Makowska-Fijewska.